# Low Approach
Low Approach (deutsch tiefer Überflug) ist ein englischer Begriff in der Fliegersprache und bezeichnet das Anfliegen einer Landebahn durch ein Flugzeug, jedoch ohne dabei aufzusetzen. Die Landebahn wird in geringer Höhe überflogen und der Flug fortgesetzt. Dabei ist zu beachten, dass in Europa die Sicherheitsmindesthöhe von 500 Fuß über Grund nicht unterschritten werden darf, was nur zum Start oder zur Landung zulässig ist (SERA.5005f).
Dieses Verfahren wird vor allem zum Üben von IFR-Anflügen benutzt. Dabei simuliert der Pilot einen Fehlanflug, indem er nach dem Anflug den Flugplatz in der vorgeschriebenen Höhe (DA oder MDA) überfliegt und dann dem vorgeschriebenen Verfahren für einen Fehlanflug folgt.
Ein anderer häufiger Anwendungsfall sind Versorgungsflüge (Abwurf) über Pisten, die zur Landung des eingesetzten Flugzeugs nicht geeignet sind.